# Methodius van Olympus

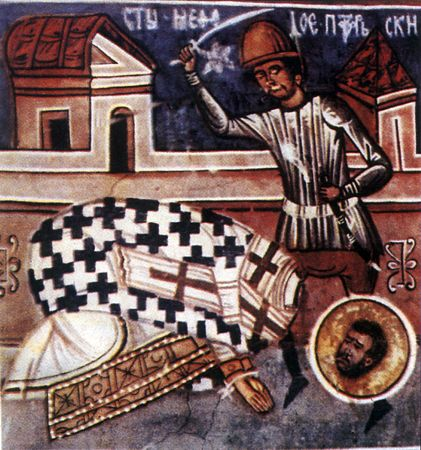
De marteldood van Methodius van Olympus"

Methodius van Olympus (Grieks: Μεθόδιος Πατάρων/Μεθόδιος Όλύμπου) was een kerkvader en heilige die stierf omstreeks 311. Hij was bisschop, kerkelijk auteur en stierf als martelaar door onthoofding in Patara.

## Biografie
Er is weinig bekend over zijn leven. Hiëronymus van Stridon vernoemt hem in zijn werk De viris Illustribus als bisschop van Olympos in Lycië, daarna zou hij bisschop van Tyrus geworden zijn. Dit laatste is echter onwaarschijnlijk omdat volgens Eusebius van Caesarea, auteur van de Historia Ecclesiastica, Tyrannio bisschop was van Tyrus tijdens de christenvervolgingen van Diocletianus en als martelaar stierf.
Hiëronymus schrijft verder dat Methodius de marteldood stierf tegen het einde van de laatste christenvervolging onder Maximinus II Daia in 311. Maar hij voegt daar aan toe dat sommigen verzekeren (ut alii affirmant) dat dit gebeurde onder Decius en Valerianus I in Chalkis (Euboea). De uitspraak ut alii affirmant toont aan dat het ook door hem als onzeker beschouwd werd en dat die laatste these dus vrij onwaarschijnlijk is. Men heeft getracht de vermelding als bisschop van Tyrus te verklaren, maar zonder veel succes. Het zou kunnen dat Methodius tijdens de vervolgingen naar Tyrus gebracht werd en daar overleed.
Methodius werd na de vervolging opgevolgd door Paulinus. 

## Werken
Chronologisch kunnen Methodius' werken geplaatst worden op het einde van de derde begin vierde eeuw. In zijn werken toont hij zich een ontwikkeld man die de auteurs van de klassieke oudheid, zoals Plato, perfect kent. Zijn theologische standpunten gaan in tegen een aantal stellingen van Origenes. Zo viel hij de leer van Origenes aan waar die zei dat de mens met hetzelfde lichaam zou verrijzen als dat waarmee hij geleefd had.
Zoals Origenes was hij sterk beïnvloed door de filosofische stellingen van Plato en gebruikt een allegorische verklaring van de heilige schriften. Van zijn vele werken is er een bewaard gebleven in de originele Griekse tekst, de dialoog over de maagdelijkheid met de titel: Symposion e peri hagneias. In deze dialoog, gemodelleerd op Plato’s Symposium, beschrijft hij een feestmaal in de tuin van Arete (deugd, dapperheid) waaraan wordt deelgenomen door tien maagden en waar gesproken wordt over de kuisheid, maagdelijkheid en menselijke voortplanting, determinisme en vrijheid, celibaat en huwelijk, onsterfelijkheid van de ziel en de verrijzenis van het lichaam enz. De discussie eindigt met een hymne ter ere van Christus als de goddelijke bruidegom van de kerk.
Ook van de volgende werken, gemaakt in de vorm van een dialoog, zijn grote delen bewaard gebleven in het Grieks.
- Over de vrije wil (peri tou autexousiou), een verhandeling die de gnostische visie op de oorsprong van het kwaad aanvalt en de vrijheid van het menselijke willen aantoont.
- Over de verrijzenis (Aglaophon e peri tes anastaseos), waarin de stelling wordt verdedigd dat de mens zal verrijzen met hetzelfde lichaam dat hij tijden zijn leven had. Dit gaat rechtstreeks in tegen de leer van Origenes.

Van de vier volgende verhandelingen zijn er alleen maar teksten overgeleverd in het Slavisch.
- De vita, een verhandeling over het leven en het rationele handelen die aanspoort tot aanvaarding in dit leven en de hoop op een beter toekomstig leven.
- De cibis, gaat over de spijswetten in de vorm van een allegorische verklaring van die wetten.
- De lepra, is een dialoog tussen Eubulius, de verpersoonlijking van Methodius, en Sistelius over de mystieke zin van de referentie naar melaatsen in Leviticus 13.
- De sanguisuga, over de bloedzuiger in het boek Spreuken 30:15 en over psalm 18: “De hemelen vertellen de glorie van God”

Andre teksten van Methodius worden vernoemd door antieke auteurs. Zo werd de Apocalyps van pseudo-Methodius verkeerdelijk aan hem toegeschreven. Hiëronymus vermeldt ook een werk tegen Porphyrius, de auteur van een strijdschrift tegen de Christenen en nog een paar andere werken.

### Uitgaven
- Patrologia graeca de Migne, vol. 18, p. 28-220 (Le banquet des dix vierges), p. 240-265 (Sur le libre-arbitre), p. 265-329 (Aglaophon ou Sur la résurrection), p. 332-344 (Xénon), p. 345 (Contre Porphyre et Sur les martyrs), p. 347-382 (Sur Siméon et Anne), p. 404-408 (Commentaire sur le Livre de Job).
- (de)  G. N. Bonwetsch, Methodius von Olympus, vol. I (Schriften), Leipzig, 1891.
- Méthode d'Olympe, Du libre arbitre, trad. par Jacques Farges précédée d'une introduction sur les questions de l'origine du monde, du libre arbitre et du problème du mal dans la pensée grecque, judaïque et chrétienne avant Méthode, Paris, 1929.
- Méthode d'Olympe, Le banquet, éd. H. Musurillo, trad. Victor-Henry Debidour, Sources chrétiennes nr. 95, Éditions du Cerf, Paris, 1963.
- Patterson, L. G. (Lloyd George), Methodius of Olympus: Divine Sovereignty, Human Freedom, and Life in Christ (Washington: Catholic University of America Press, 1997).